# پل ولستون
پل ولستون (به انگلیسی: Paul Wellstone) سناتور سابق عضو حزب دموکرات ایالات متحده آمریکا بود. وی در سال ۱۹۹۱ تا ۲۰۰۲ میلادی سناتور ایالت مینه‌سوتا در سنای ایالات متحده آمریکا بود.